# 道の駅なち
道の駅なち（みちのえき なち）は、和歌山県東牟婁郡那智勝浦町浜ノ宮にある国道42号の道の駅である。西日本旅客鉄道（JR西日本）紀勢本線（きのくに線）の那智駅に隣接している。

## 施設
- 駐車場
  - 普通車：53台
  - 大型車：6台
  - 身障者用駐車場：1台
- トイレ
  - 男性：12（7器は24時間利用可能）
  - 女性：8（5器は24時間利用可能）
  - 身障者用：3（2器は24時間利用可能）
- 那智駅交流センター
  - 熊野那智世界遺産情報センター（1階、9:00 - 17:00）
  - 丹敷（にしき）の湯（2階・公衆浴場、15:00 - 21:00）[3]
- 地元農産物直売所（9:30 - 16:00） - 2011年1月10日にかつてのコンビニエンスストアをリニューアルしオープンした[2]。

### 管理団体
- 那智勝浦町

## 休業日
- 丹敷の湯・熊野那智世界遺産情報センター：毎週月曜日（祝日の場合は翌日）
- 地元農産物直売所：1月1日 - 1月3日

## アクセス
- 国道42号 - 登録路線
  - 和歌山県道43号那智勝浦古座川線
  - 和歌山県道46号那智山勝浦線
  - 那智勝浦新宮道路 那智勝浦インターチェンジ
- JR西日本紀勢本線（きのくに線） 那智駅[3]

## 周辺
- 熊野古道
- 那智滝
- 熊野那智大社
- 那智山青岸渡寺